# Dysdamartia
Dysdamartia là một chi bướm đêm thuộc họ Geometridae.